# Channel UFX
Channel UFX ist ein indischer Fernsehsender. Seit 2010 sendet das Programm Musik- und Lifestylesendungen in Englisch und indischen Regionalsprachen. Das 24-Stundenprogramm gehört zur Gruppe UF mit Sitz in Chennai.

## Sendungen
- Cuttings
- FEWS
- Famebook
- Hi Tunes
- New Folder
- Plug In
- Triax
- Unreserved